# Adriano
Publio Elio Adriano (en latín: Publius Aelius Hadrianus; Itálica o Roma, 24 de enero de 76-Bayas, 10 de julio de 138), conocido oficialmente durante su reinado como Imperator Caesar Divi Traiani filius Traianus Hadrianus Augustus, y Divus Hadrianus tras su deificación, comúnmente conocido como Adriano, fue emperador del Imperio romano (117-138). Miembro de la Dinastía Ulpio-Aelia y tercero de los «cinco emperadores buenos», así como segundo de los emperadores nacidos en la provincia de Bética. Adriano destacó por su afición a la filosofía estoica y epicúrea.
Según la Historia Augusta y la mayoría de los historiadores, Adriano nació en Roma, aunque recientemente, hay autores que han propuesto que nació en la Hispania Baética, probablemente en Itálica, en el actual término municipal de Santiponce (Sevilla), en el seno de una familia acomodada oriunda del Piceno (Italia) y establecida a fines del siglo III a. C. en dicha ciudad. Era sobrino segundo por línea materna de Trajano, quien, aunque nunca le nombró públicamente su heredero, le dio varias muestras de preferencia durante su reinado, y de acuerdo con lo manifestado por su esposa Pompeya Plotina, lo declaró como tal momentos antes de morir.
Aunque es posible que debiera el trono sobre todo al favor de Plotina, su condición de posible sucesor ya fue siendo marcada por el propio Trajano durante su reinado. Así, en el periodo comprendido entre los años 100 y 108 le concedió la mano de Vibia Sabina, le nombró quaestor Imperatoris y comes Augusti, le regaló el diamante de Nerva como «esperanza de sucesión» y le recomendó como consul suffectus, amén de otros honores y distinciones. A pesar de estas preferencias, y de que era el único descendiente masculino de Trajano, el apoyo de Plotina y de Lucio Licinio Sura (m. 108) fueron determinantes en su ascenso al trono.
Sus relaciones con el Senado no fueron buenas; quizá tuviera algo que ver con ello el que Adriano, a diferencia de muchos emperadores anteriores, no deseara desempeñar el consulado ordinario más que dos veces, ambas consecutivas y al comienzo de su reinado: la primera, en el primer semestre de 118, teniendo como collega a su sobrino, el barcinonense Cneo Pedanio Fusco Salinator. La segunda, en el primer cuatrimestre de 119, acompañado de Publio Dasumio Rústico, otro posible pariente esta vez de los Dasumii italicenses. Asimismo, las reformas administrativas llevadas a cabo durante su reinado suscitaron la oposición de los senadores; el emperador modernizó el sistema administrativo estatal ascendiendo a expertos y tecnócratas, lo que supuso que muchas secciones de la administración quedaran en manos de estos funcionarios. A causa de ello la élite senatorial y aristocrática vio mermada su influencia.

## Familia y juventud

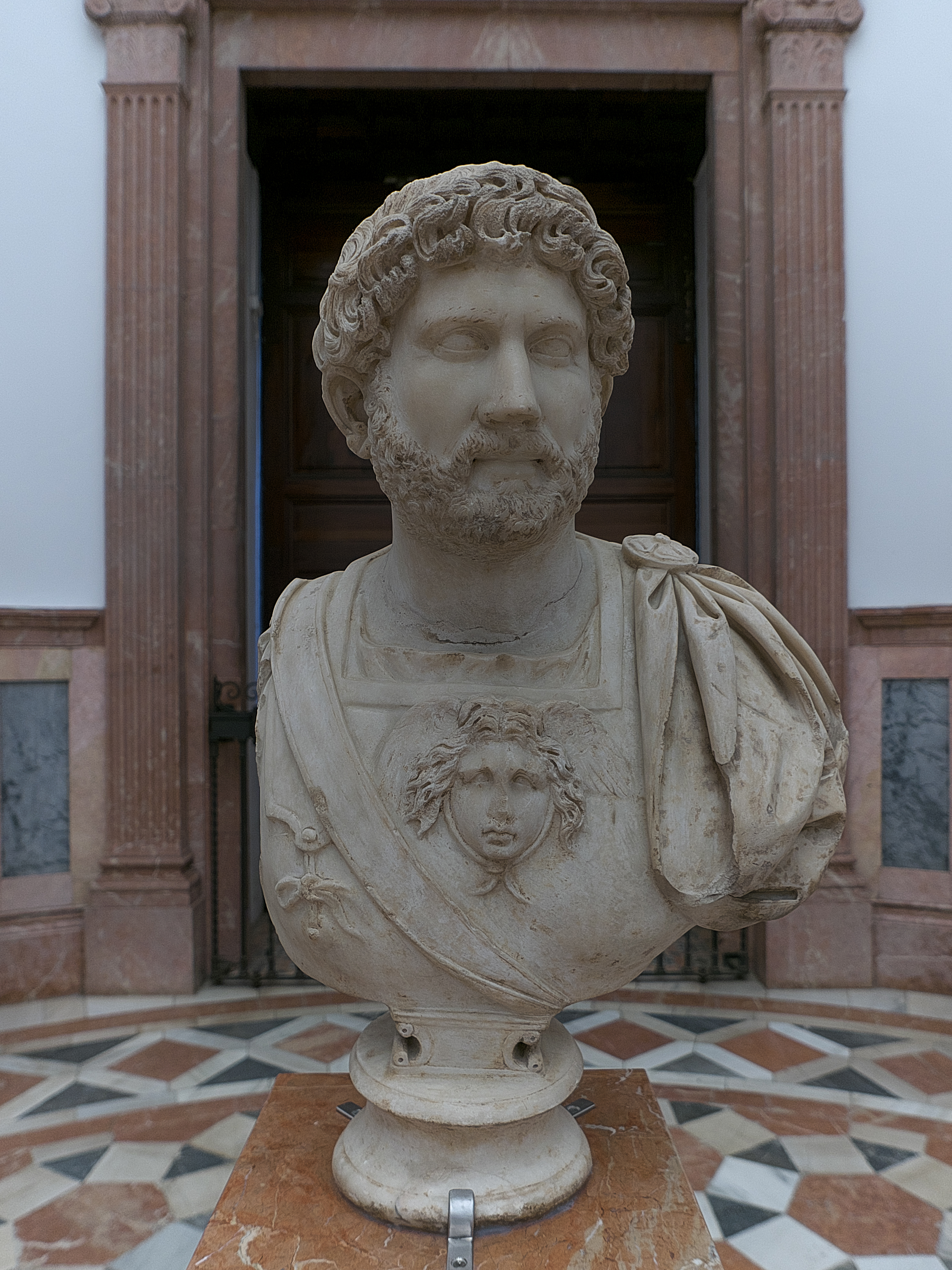
Retrato de Adriano

La biografía del emperador en la Historia Augusta afirma que nació en Roma, en el seno de una familia natural de Italia, pero emigrada a Hispania en tiempos de Escipión, como el propio Adriano afirmaba en su (perdida) autobiografía. Su abuelo, Elio Marulino, había sido el primer senador de la familia, y estaba casado con Ulpia, tía paterna del futuro emperador Trajano; la Historia Augusta también hace referencia a un tío-abuelo suyo llamado como él, un experimentado astrólogo, al que el futuro emperador debía su afición a esta disciplina. Su padre era Publio Elio Adriano Áfer, ciudadano romano, senador, y expretor, que había vivido en la capital la mayor parte de su vida; en un reciente estudio se ha concretado su destino como expretor: estuvo al mando de una legión, en calidad de «general experimentado», entre los años 79-80. Aunque sus antepasados eran oriundos de Hadria (Atri), una localidad ubicada en el Piceno (Italia) a la que siempre consideró su «segunda patria», éstos se habían asentado en Itálica (Hispania Baetica) después de que la fundara Escipión el Africano en 206 a. C. Su estirpe estaba emparentada con las familias más nobles de Itálica: Áfer era primo paterno de Trajano; su madre, Paulina, era una aristócrata de Gades (Cádiz), descendiente de una importante familia senatorial hispanorromana; su hermana Elia Domicia Paulina estaba casada con el tres veces cónsul Lucio Julio Urso Serviano, con el que Adriano mantuvo una duradera rivalidad a pesar de que le tomara en cuenta a la hora de decidir quién había de sucederle; su sobrina era Julia Serviana Paulina, y su sobrino-nieto Cneo Pedanio Fusco Salinator, natural de Barcino. Tras el fallecimiento de Áfer (86), fue adoptado por Trajano y Publio Acilio Atiano, también italicense y miembro del orden ecuestre, que más adelante sería nombrado por Trajano praefectus praetorio. Escolarizado en las materias comunes entre los aristócratas de la época, se interesó especialmente por la literatura griega, tanto que le apodaron Graeculus («grieguecillo»).
Con catorce años volvió a Itálica, donde permaneció menos de un año, ya que en otoño fue llamado a la capital por Trajano, recientemente nombrado cónsul en 91. Durante su reinado concederá a Itálica el estatuto de colonia y su propio nombre. En Roma continuó con su educación e inició el camino a través del cursus honorum. Desempeñó el vigintivirato en 94, como uno de los decemviri stlitibus iudicandis, miembros de un tribunal que dirimía casos civiles. Se sabe por el citado epígrafe de Atenas —que detalla el inicio de su carrera pública— que más adelante desempeñó también los cargos de praefectus Feriarum Latinarum y sevir turmae equitum Romanorum. Inició su servicio militar como tribuno laticlavio de la Legio II Adiutrix, acuartelada en Aquincum (Budapest) en Panonia. Más tarde fue transferido a la Legio I Minervia destinada en el Danubio Inferior. Cuando Nerva falleció en 98, se trasladó a Colonia a fin de informar a Trajano en persona de su ascenso al trono, acaecido el 28 de enero del año mencionado. Excepcionalmente sirvió como tribuno en una tercera ocasión, esta vez en la Legión XXII Primigenia, acuartelada en Mogontiacum (Maguncia) en Germania Superior. También sirvió como legatus de la legión establecida en Panonia Superior y —finalmente— como administrador de ese mismo territorio; a causa de la ausencia de conflictos militares durante su reinado, su habilidad militar no está demostrada; no obstante, su conocimiento acerca de las tropas y su capacidad organizativa sugieren un posible talento estratégico.
La Historia Augusta afirma que sus relaciones con Trajano no siempre fueron buenas; se hace referencia a una disputa como consecuencia de los celos de los efebos del emperador hacia el nuevo favorito, cuya homosexualidad está atestiguada también en la obra de Dion Casio. Tras este incidente, Adriano recuperó su relación de amistad con el emperador merced al decidido apoyo del rico y poderoso hispano —probablemente italicense de familia paterna tarraconense— y triple cónsul Lucio Licinio Sura, fallecido en 107/8, al cual el mismo emperador habría debido también el trono. Además, contaba con la protección de la emperatriz, Pompeya Plotina, experta astróloga al igual que él, y a instancias de la cual contrajo matrimonio en el año 100 con otra sobrina-nieta del emperador, su prima Vibia Sabina; dicho matrimonio redobló sus vínculos con la familia imperial.
Asimismo, ese mismo año fue nombrado cuestor, como candidatus del emperador. En los años siguientes —en todo caso antes del 112— formó parte de algunos de los colegios sacerdotales reservados al orden senatorial, y concretamente a los VIIviri epulonum y a los sodales Augustales.
Con motivo de la primera guerra dacia marchó con el emperador a ese territorio en calidad de comes Augusti en 101; no obstante, no se mantuvo a su lado durante toda la campaña, sino que volvió a la capital a fin de desempeñar su tribunado de la plebe. Tras el estallido de la segunda guerra dacia volvió con el emperador, esta vez al mando de una legión, la I Minervia en 105. Al término del conflicto fue nombrado gobernador de Panonia Inferior, y, aunque en 108 fue elegido cónsul sufecto, cabe la posibilidad de que se mantuviera en el cargo un año más.
Hacia 110/111 se trasladó a Grecia; en Atenas conoció al filósofo estoico Epicteto, con quien le unirá en adelante una gran amistad. El contacto directo con la cultura helena causó en él una enorme impresión; de hecho, es probable que fuera en esa época cuando adquirió la costumbre de no afeitarse la barba, un hecho inusual entre los nobles romanos, aunque frecuente entre los griegos. Su amor a la cultura helena se manifestó claramente cuando aceptó desempeñar el cargo de arconte honorífico en 111/2, un oficio al que muy pocos romanos habían accedido con anterioridad. La municipalidad ateniense celebró su nombramiento con el tallado del consiguiente epígrafe y le concedió la ciudadanía ateniense. Años más tarde, siendo ya emperador, será arconte en dos ocasiones de Delfos, en (126 y 129.
Su carrera política antes de convertirse en emperador comprende los cargos de: decemvir stlitibus iudicandis, sevir turmae equitum Romanorum, praefectus Urbi feriarum Latinarum, tribunus militum legionis II Adiutricis Piae Fidelis (95, en Panonia), tribunus militum legionis V Macedonicae (96, en Mesia Inferior), tribunus militum legionis XXII Primigeniae Piae Fidelis (97, en Germania Superior), quaestor (101), ab actis senatus, tribunus plebis (105), praetor (106), legatus legionis I Minerviae Piae Fidelis (106, en Germania Inferior), legatus Augusti pro praetore Pannoniae Inferioris (107), consul suffectus (108), septemvir epulonum (antes de 112), sodalis Augustalis (antes de 112), archon Athenis (112/13), legatus Syriae (117).
Fue legatus del alto mando del emperador durante la expedición contra el Imperio Parto. Aunque no se distinguió durante la fase inicial del conflicto, ni cuando los rebeldes asolaron Mesopotamia, en el momento en que se envió al administrador de Siria a enfrentarse a los dacios, se le designó su sustituto y se le concedió la dirección de un comando independiente. Gravemente enfermo, el emperador, tras alcanzar Selinunte, decidió volver a la capital mientras Adriano se mantenía al frente de los territorios orientales. Si bien era el sucesor natural del emperador, este nunca le nombró como tal; se ha afirmado que como estaba al borde de la muerte, su esposa Plotina —partidaria de Adriano— consintió en que este le sucediera y firmó el documento que le confirmaba como heredero.

## Emperador

### Consolidación del trono
A su ascenso al trono, el 11 de agosto del año 117, Adriano trató de obtener rápidamente el apoyo de los soldados. Además, ordenó la destitución de Lusio Quieto, un general de origen bereber que había participado en la campaña de Partia y había sido nombrado recientemente por Trajano gobernador de Judea y cónsul y de quien sospechaba que codiciaba el trono imperial. Aunque el emperador le había adoptado, Adriano tuvo que falsificar los documentos de adopción antes de presentarlos ante los senadores; aunque circularon rumores acerca de dicha falsificación, su verdadera legitimidad como emperador dependía de la aprobación senatorial y del apoyo de los soldados sirios.

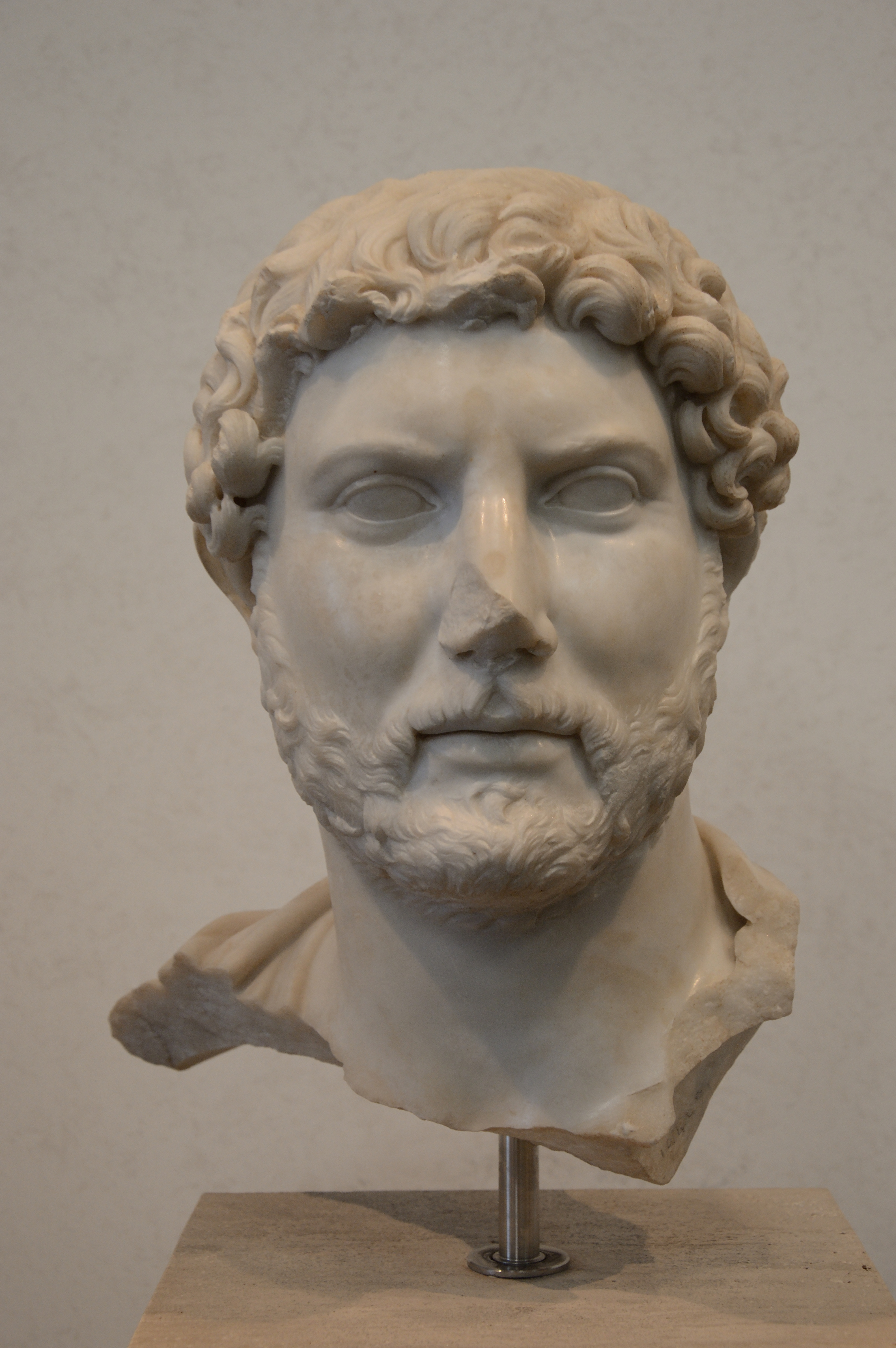
Réplica de un retrato de Adriano a su ascenso al trono. Museo Nacional Romano (Roma).

Ocupado con la organización administrativa de los territorios de Oriente y del Danubio, así como con el conflicto con los judíos que se habían sublevado durante el reinado de su predecesor, no acudió a la capital hasta estabilizar el territorio. Fue Publio Acilio Atiano —extutor del emperador— a quien se puso al frente de la capital.
En esta situación se «descubrió» un complot en el que estaban envueltos cuatro senadores: Lucio Publilio Celso, Aulo Cornelio Palma, el mismo Lusio Quieto, y Gayo Avidio Nigrino, a los que se condenó a muerte sin celebrarse un juicio; el emperador afirmó que Atiano había actuado por iniciativa propia. Según Elizabeth Speller el verdadero motivo de su muerte era que habían sido ilustres militares leales a Trajano. Los asesinatos se ordenaron sin un acuerdo entre los senadores y el emperador, lo que causó un distanciamiento entre ellos. Este hecho constituye uno de los puntos de inflexión de las relaciones entre el Senado y Adriano, que impulsó una política dirigida a ampliar la base de apoyo del principado estimulando el contacto de la administración central con las élites provinciales; ello iba en detrimento de la capital, que ya no era la indiscutible ciudad imperial y hegemónica.

### Política militar
Su reinado lo marcó la ausencia de operaciones militares importantes, con la excepción de la segunda guerra judeo-romana; además se renunció a la conquista de Mesopotamia que Trajano había iniciado durante su reinado al considerarla indefendible, a consecuencia del excesivo esfuerzo logístico que requería mantener campamentos estables en esa zona. Sus decisiones —de marcado carácter antimilitarista— tenían como objeto trazar unas fronteras estables que resultaran fáciles de defender. Las fronteras menos estables se vieron reforzadas con fortificaciones permanentes, la más famosa de las cuales es el muro de Adriano, construido en Gran Bretaña; allí, tras la toma del norte de la isla, se levantaron numerosos edificios defensivos con el fin de encerrar a los caledonios. Fortificaciones, fortalezas, puestos de avanzada y atalayas —que mejoraban las comunicaciones y aumentaban la seguridad local— defendían las fronteras del Rin y del Danubio. En 121 evitó el estallido de un conflicto con el Imperio parto merced a sus habilidades diplomáticas. Aunque las monedas emitidas durante su reinado alternaban ilustraciones militares con otras externas a la tropa, su reinado tenía como objetivo alcanzar la estabilidad mediante el empleo de la fuerza, e incluso de la intimidación.
Las obras se vieron obstaculizadas como consecuencia del accidentado relieve, inadecuado con respecto al tipo de defensa que se había ordenado edificar; de hecho, las estructuras sólidas y estables, además de requerir demasiado tiempo y dinero, eran incompatibles con la construcción de un sistema defensivo flexible en el que fuera posible reforzar las distintas zonas en función de las invasiones o incursiones que llevaran a cabo las tribus hostiles. En este territorio, constantemente amenazado, el único sistema defensivo viable era uno compuesto de una línea defensiva flexible formada de fosas, terraplenes y vallas; dicho sistema ofrecía a los defensores un valioso sostén militar defensivo.

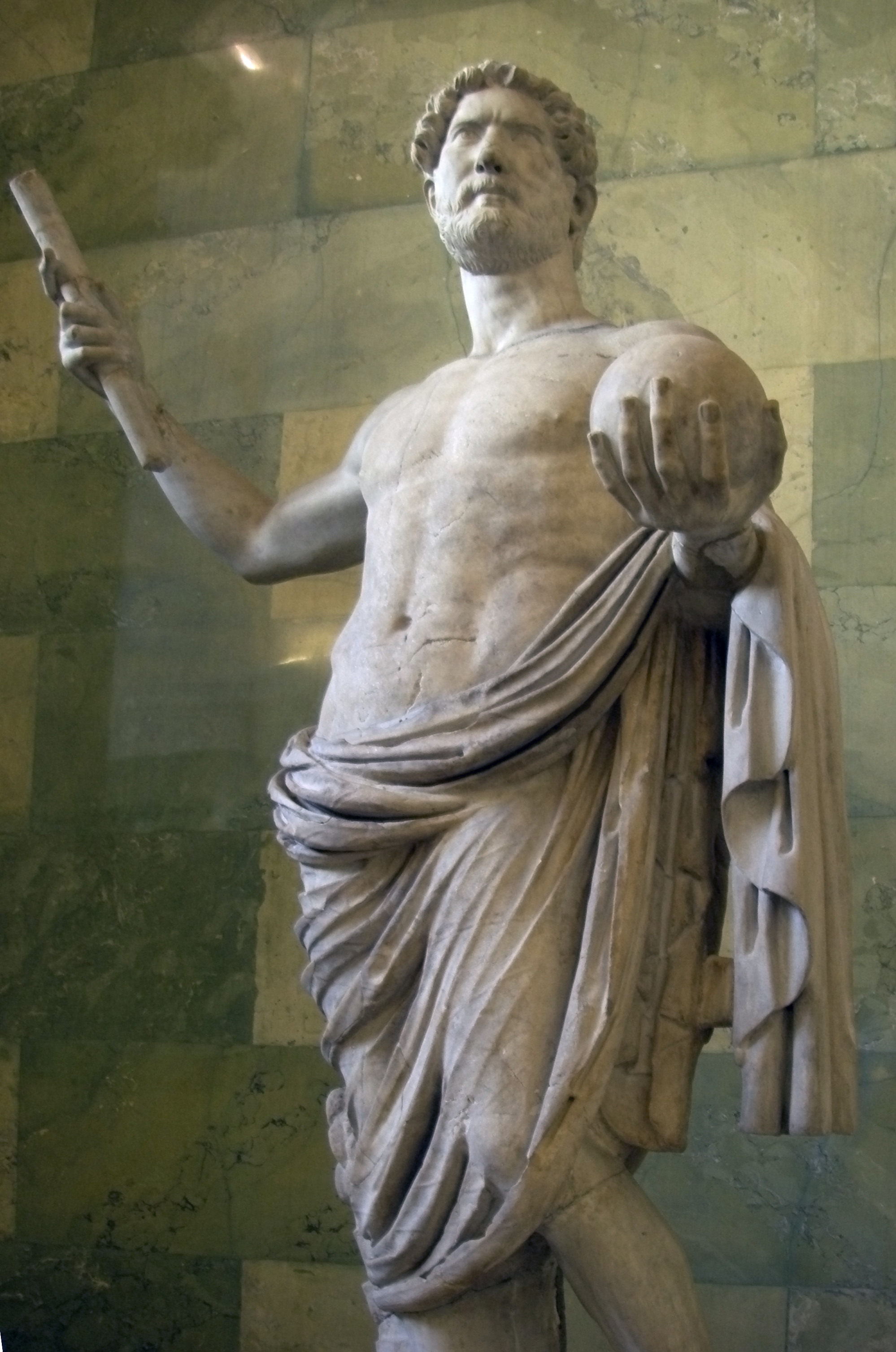
Estatua colosal de Adriano triunfante con el orbe en una mano y el cetro en la otra. Museo del Hermitage (San Petersburgo).

Las defensas de Gran Bretaña no se renovaron tras su construcción, a excepción de las ocasiones en que las tribus nativas amenazaron seriamente los territorios romanos; en estos casos se llevaban a cabo obras exhaustivas con el fin de dotar a las distintas secciones del sistema defensivo de solidez considerable. De esta forma una enorme cantidad de territorios ocupados se convirtieron en auténticos protectorados considerados estados clientes.
Una vez consolidado este sistema de protectorados, se mantuvieron en ellos los recursos estrictamente necesarios, cediendo el resto a territorios más amenazados; dicho sistema —llamado de vexillatio— estaba basado en vinculación al territorio de un destacamento que dotaba a la defensa del territorio de una notable flexibilidad de maniobras.
Con el sistema de destacamentos era posible no turbar el equilibrio militar-territorial que con tanta dificultad se había conseguido. Asimismo, como consecuencia de la consolidación de acantonamientos estables y del establecimiento de lazos emocionales entre los soldados y los habitantes de cada territorio surgieron colonias de veteranos que hacían factible mantener el control de las distintas zonas; estos soldados hacían frente a las revueltas o las invasiones.

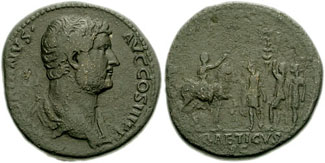
Sestercio emitido en conmemoración de la visita de Adriano a Recia, donde pasó revista a las unidades auxiliares de guarnición, comprobando su grado de entrenamiento y dirigiéndose a ellas a caballo, como muestra el reverso.

Se establecieron intensas rutinas de adiestramiento con el fin de mantener alta la moral de los soldados e impedir el estallido de revueltas; el emperador inspeccionó en numerosas ocasiones a las tropas durante el transcurso de su reinado. Contrario a la opulencia de los altos mandos militares desde el estallido de la campaña dacia, durante el transcurso de un conflicto se desplazaba a caballo y llevaba la misma vida del soldado raso.
Los historiadores se han servido del Epígrafe de Lambaesis —tallado tras la estancia del emperador en el castrum homónimo, sede númida de la Legio III Augusta— a fin de demostrar la existencia de estas actividades. En el documento antes citado se describe la manera de instruir a los soldados durante la era adriánica. Todo ello demuestra el establecimiento de una nueva doctrina defensiva impulsada por el emperador que tenía como fin obtener la máxima eficacia militar en todas las zonas, como en los tranquilos territorios númidas.
Su reinado no dotó a la estructura militar de innovaciones importantes, a excepción de la creación —de acuerdo con ciertos expertos fortaleció las instituciones militares existentes— de numerosas tropas nuevas constituidas tras levas locales; esto tenía como fin hacer una contribución a los auxiliares: los conocidos como auxilia. Los motivos de dicha decisión eran varios; el más importante era el de dotar al ejército de tropas muy especializadas o implementar un modo de equiparse no convencional, como el de la caballería pesada auxiliar. Asimismo, la administración consideraba una fuente de nuevos reclutas a los descendientes de los auxiliares, los cuales tenían el derecho de alistarse en las legiones.
El número de reclutas auxiliares aumentó más en los territorios en los que la administración realizó un control más exhaustivo y en los que se mantuvo una sólida estructura militar. Todos los desembolsos relativos a los auxilia eran manifiestamente inferiores a los concernientes al cuerpo de legionarios — los cuales recibían un sueldo considerable, donaciones monetarias ocasionales, amén de una prima final constituida a menudo por el derecho de propiedad de la tierra.

#### Rebelión de Bar Kojba

##### Causas
Tras el término de la primera guerra judeo-romana (66-73), la administración imperial tomó una serie de medidas para impedir el estallido de una nueva revuelta en este territorio. El praetor sustituyó al procurator en la administración de la zona; asimismo, en las ruinas de la otrora capital —Jerusalén— se creó la base de la Legio X Fretensis.
Las causas directas de la rebelión varían según las fuentes. El historiador romano Dion Casio (155-229), culpa de la revuelta a la decisión del emperador de fundar en el lugar de Jerusalén una ciudad romana llamada Aelia Capitolina (Aelia por su propio nombre y Capitolina en honor al dios romano Júpiter). Los habitantes de Jerusalén debieron enfurecerse al ver cómo los mismos invasores que años atrás habían incendiado su ciudad levantaban en ella numerosos edificios de carácter profano como templos a dioses paganos. Otro motivo de descontento entre los nativos radicaba en la decisión de Adriano de cancelar el Brit Milá (circuncisión) el respeto del sábado (Sabbat), y las leyes de pureza en la familia.

##### Conflicto
En este clima de inestabilidad el Taná Rabí Akiva —el cual se encontraba al frente del sanedrín sin ser nombrado nasí— convenció a los demás miembros de la institución de nombrar al líder de los sediciosos, Simón bar Kojba, como Mesías.
Los líderes rebeldes organizaron cuidadosamente la revuelta para evitar los errores que se habían cometido durante la que les había enfrentado con Vespasiano y Tito. En 132 la revuelta se expandió desde Modiim a lo largo de todo el país. Los rebeldes derrotaron a la Legio X en Jerusalén, y a la Legio XXII Deiotariana, que había acudido desde Egipto. Tras estas victorias se restauró el estado soberano semita. Simón bar Kojba se situó al frente de la administración y tomó el título de nasí. Asimismo, se anunció la «era de la redención de Israel», se realizaron contratos y se ordenó la emisión de monedas. Rabí Akiva lideraba el sanedrín; los servicios religiosos y se reiniciaron los korbanot.
En cuanto el emperador tuvo noticias del levantamiento de los israelitas, mandó llamar a Sexto Julio Severo de Britania amén de ordenar que las tropas acuarteladas en los territorios vecinos atacasen a los rebeldes y los destruyesen. No se sabe a ciencia cierta si el emperador en persona participó activamente en el conflicto, que duró más de dos años y costó una enorme cantidad de soldados a la maquinaria militar romana. Gradualmente, los rebeldes se vieron acorralados en las montañas, donde las tropas imperiales los diezmaron. Se vendió a los supervivientes como esclavos. Sin embargo, el conflicto costó tal cantidad de hombres a los romanos que el emperador eliminó de sus despachos militares al Senado la fórmula habitual de apertura: «Yo y las legiones estamos bien».

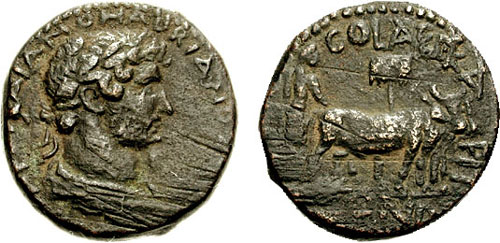
Denario de Adriano conmemorando la fundación de Aelia Capitolina sobre las ruinas de Jerusalén

Tras la reconstrucción se levantó una estatua de Zeus en el antiguo emplazamiento del Templo y una de Afrodita al lado del Gólgota donde fue crucificado Jesús de Nazaret. Se eliminó la provincia de Judea redefiniéndose sus límites y creándose la de Siria Palestina, una manera de intentar que se olvidara la estancia semita en la zona cambiando su nombre por el de los filisteos antiguos enemigos de los judíos. En el Talmud esta revuelta es conocida como «la guerra del exterminio»; de hecho, aunque la diáspora israelita empezara siglos antes del reinado de Adriano, la narrativa acerca de este conflicto la dota de ciertos tintes de leyenda. El término de la revuelta eliminó cualquier posibilidad de un renacimiento semita como expresión política, religiosa o cultural, una situación que se perpetuará hasta el surgimiento del sionismo en el siglo XIX.

### Política cultural

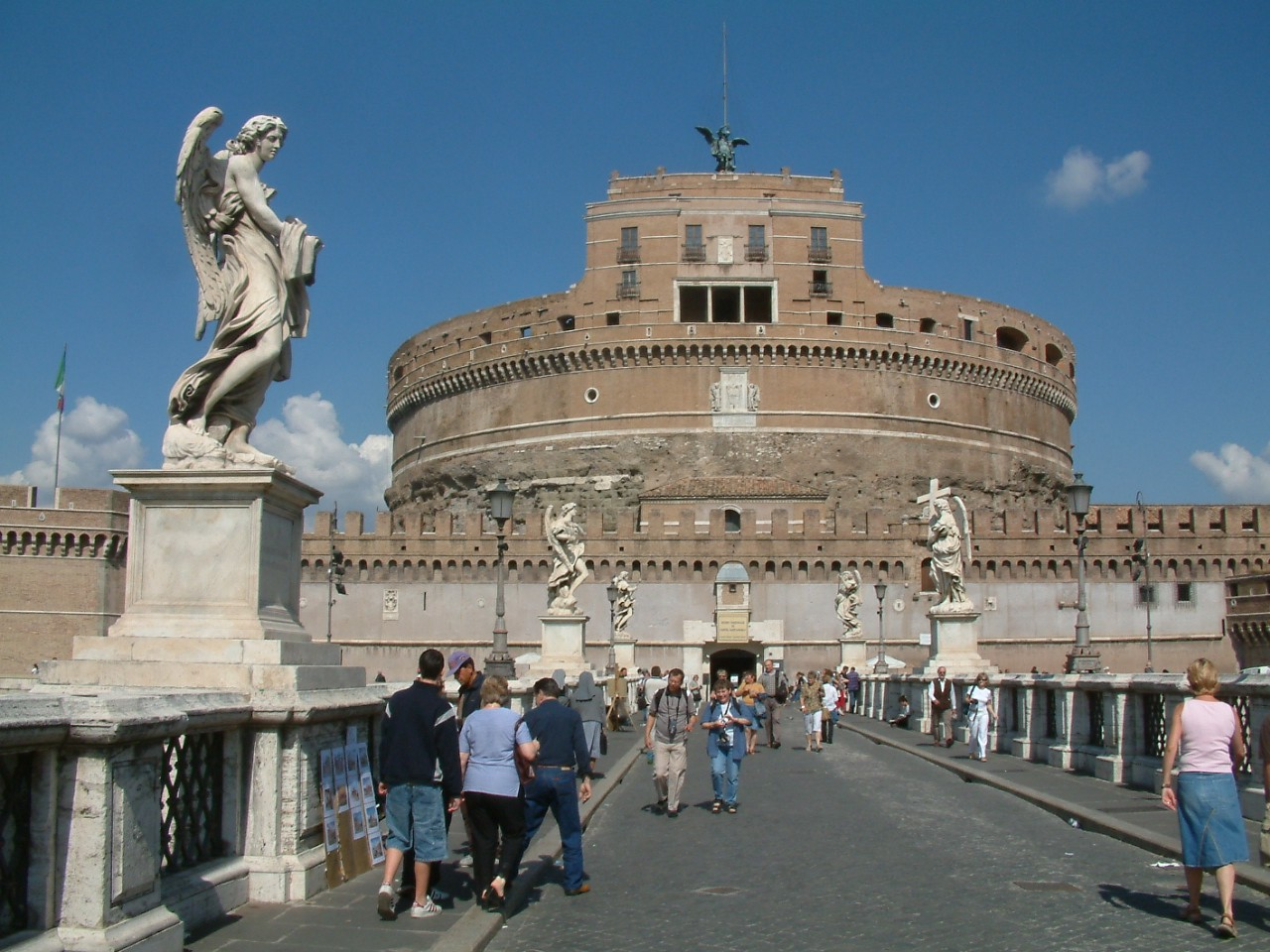
Castillo Sant'Angelo, el otrora Mausoleo de Adriano.

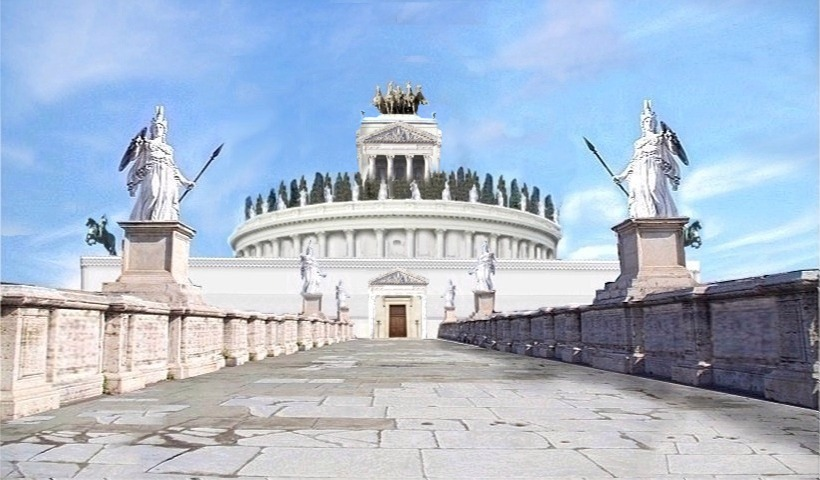
Mole Adrianorum: aproximación mediante simulación digital a su posible apariencia.

Ronald Syme ha descrito a Adriano como el más «versátil» de todos los emperadores romanos. Gran admirador de la cultura, favoreció la eclosión de nuevas formas artísticas a lo largo del Imperio. Construida en Tibur (Tívoli), la Villa Adriana —la cual se encuentra destruida en gran parte como consecuencia de las expoliaciones que Hipólito II de Este efectuó a fin de edificar la Villa de Este— constituyó el mejor ejemplo de jardín de tipo alejandrino de la capital; dicho vergel recreaba un paisaje sagrado. Durante su reinado se llevó a cabo la reconstrucción del Panteón de Agripa —destruido tras el estallido de un incendio en 80— el cual es uno de los edificios mejor conservados de la capital; dicho monumento fue una importante fuente de inspiración de los arquitectos renacentistas y barrocos.
Desde mucho antes de acceder al trono, el emperador había mostrado especial interés por la arquitectura; no obstante, cuando enseñó sus diseños a Apolodoro de Damasco —el constructor del Foro de Trajano— este los desechó arguyendo que sus «calabazas» —término con el que hacía referencia a las cúpulas— no tenían cabida en su edificio. En otra ocasión, mientras Apolodoro se encontraba resolviendo una duda de Trajano, Adriano le interrumpió tratando de dar su opinión, a lo que el arquitecto respondió:

Ve a dibujar tus «calabazas». No sabes nada acerca de estos problemas.

Circuló el rumor de que, tras acceder al trono, Adriano exilió a Apolodoro y ordenó su asesinato; no obstante, esta historia es un intento más de difamar su carácter, ya que el emperador, aunque querido en gran parte del Imperio, no era universalmente aceptado como consecuencia de varios factores, entre ellos su ascendencia hispana.

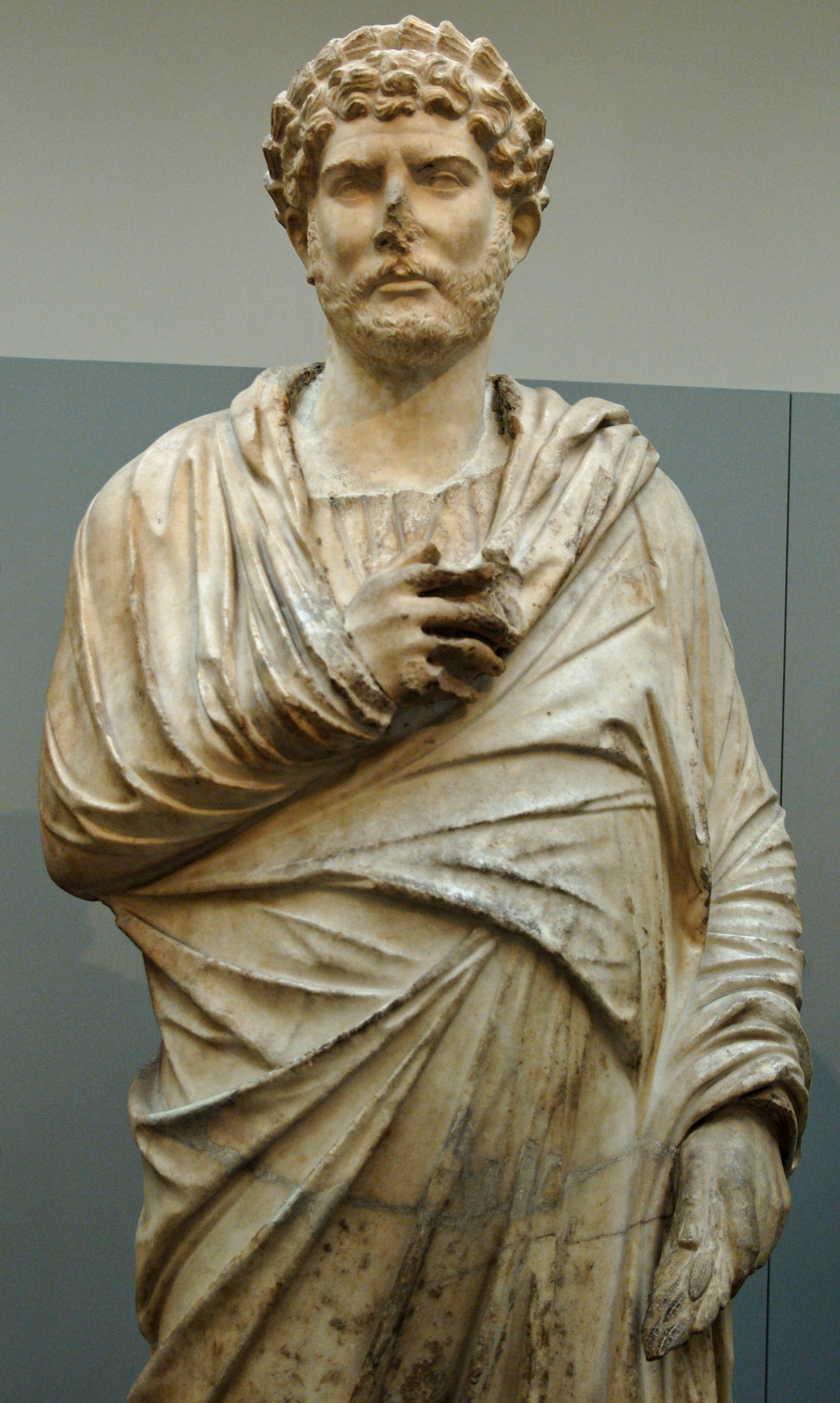
En 2008 se descubrió que esta famosa estatua de Adriano ataviado con un vestido griego es el fruto de un error de los restauradores de época victoriana, que combinaron dos piezas antiguas (una cabeza de Hadriano y el cuerpo de un togado) que en realidad no estaban relacionadas. Durante mucho tiempo los historiadores la han usado como prueba del amor que le tenía Adriano a la cultura helenística.

Escribió poesía en latín y en griego; los escasos escritos supervivientes atribuidos a su persona son un poema en latín redactado en su lecho de muerte, así como una autobiografía, que escribió con el fin de acallar ciertos rumores y de ofrecer una explicación a ciertas decisiones que tomó durante su reinado. Esta obra es la base histórica del escritor —Mario Máximo u otro— del capítulo que destina la Historia Augusta a describir su vida; de hecho, Syme afirmó que una serie de afirmaciones de esta obra derivan de la citada autobiografía.
Según la Historia Augusta disfrutaba cazando desde su adolescencia. En el noroeste de Asia fundó una ciudad a la que dedicó una osa que había matado. Asimismo, está documentado que él y su amante Antínoo atraparon un león en Egipto. En la capital ordenó edificar un monumento en el que se tallaron ocho escenas en las que se encontraba de caza.
Otra de sus contribuciones a la cultura fue la introducción de la barba en la sociedad romana, la cual era símbolo de su filohelenismo. Con la excepción de Nerón, otro amante de la cultura helena, todos sus antecesores se habían afeitado cuidadosamente. No obstante, a su muerte muchos emperadores se dejaron barba; sin embargo, este hecho no simbolizaba la implantación de una tendencia filohelenística, sino que durante su reinado estas se habían puesto de moda.
Sus aficiones le definen como un humanista helenófilo: era considerado —como muchos nobles de su tiempo, tales como Cayo Brutio Presente— un epicúreo; además favoreció la expansión de las doctrinas de Epicteto, Heliodoro y Favorino. Se ocupó de atender las necesidades sociales mediante la redacción de un ordenamiento legal en virtud del cual, aunque no se abolía la esclavitud, se normalizaba la situación del esclavo y se condenaba la tortura. Edificó bibliotecas, acueductos, termas, y teatros. A causa de todo ello, la historia le contempla como un soberano sabio e íntegro: Schiller le llama «el primer servidor del Imperio», y el historiador británico Edward Gibbon afirmó que admiraba su «enorme y activo genio», así como su «equidad y moderación», asimismo, describe su reinado como «la época más feliz de la historia de la humanidad».
En 125 intentó crear una asamblea comarcal en Grecia que confiriera a las ciudades helenas y jónicas —localizadas en Asia Menor— un mínimo de autonomía. No obstante, la asamblea —conocida como panhellenion— fracasó a consecuencia de la falta de cooperación entre los helenos.

El Imperio en 125.

Otra muestra de su amor a la cultura helena la constituye su relación con Antínoo, un adolescente que conoció en Bitinia cuando este tenía trece o catorce años (123/4). Sin embargo, Antínoo falleció durante una travesía a través del Nilo; está firmemente establecido que el joven cayó a este río el 30 de octubre de 130, cerca de la ciudad de Besa, en el Egipto Medio, y se ahogó ante la mirada de Adriano. Dion Casio y Aurelio Víctor —que escribieron en fecha muy posterior— explican que las circunstancias de su muerte no estaban claras. Según una de las versiones recogidas por los historiadores, la muerte de Antínoo fue un accidente. Según otra versión, Antínoo se habría sacrificado por el emperador, a fin de asegurarle, mediante este sacrificio, una vida larga y afortunada. Antínoo habría sabido por un astrólogo que su suicidio brindaría al emperador la posibilidad de seguir viviendo después del plazo que le había sido asignado por los hados. El autor de la biografía de Adriano en la Historia Augusta insinúa la posibilidad de que Antínoo pudiera haber decidido suicidarse para escapar a las proposiciones sexuales de Adriano. Tampoco debe descartarse un complot instigado por Vibia Sabina. Adriano quedó profundamente deprimido tras el fallecimiento del joven; a fin de honrar su memoria, el emperador construyó la ciudad de Antinoópolis y le deificó —un honor que no tenía precedente entre las dinastías que habían regido el Imperio—.
Tras fallecer en su villa de Baiae fue enterrado en un mausoleo construido en la orilla occidental del Tíber (Roma), un edificio que será transformado en una fortaleza cristiana —el castillo Sant'Angelo—. Las dimensiones del mausoleo estaban concebidas con el fin de conferir al mismo una extensión levemente mayor que la del Mausoleo de Augusto.
Dion Casio afirmó que tras su muerte se erigió una monumental estatua ecuestre en su honor:

Era tan grande que el hombre más voluminoso podía atravesar a través de cada uno de los ojos del caballo, si bien dada la impresionante altura de sus cimientos las personas que andaban a los pies de la estatua pensaban que tanto los caballos como Adriano eran muy pequeños.

### Administración

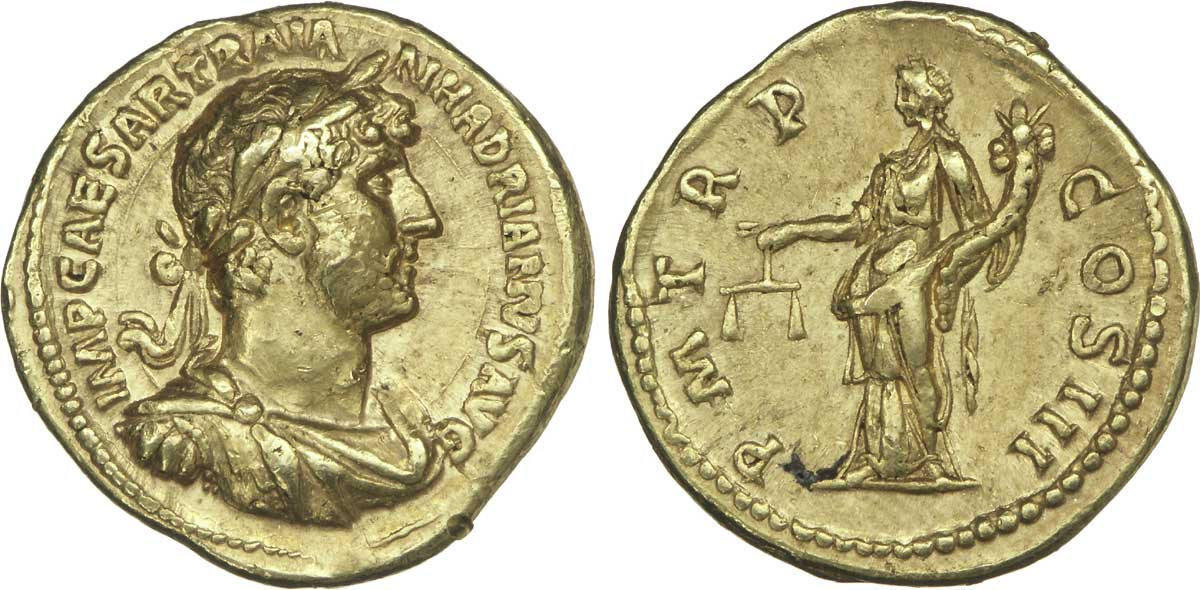
Áureo de Adriano.

Además de ser un ilustre militar experto en asuntos bélicos, durante su reinado se reveló como un soberbio administrador; se realizó una completa reforma del sistema administrativo imperial que complementaba a las transformaciones económicas y militares llevadas a cabo en el sistema financiero, la estructura militar, el sistema defensivo de las fronteras, y en la mejora de las relaciones diplomáticas con otras naciones. Con todo ello se trataba de homogeneizar las instituciones estatales y —mediante la retirada de los territorios más difíciles de defender, la creación de defensas en las fronteras, así como la firma de acuerdos con otras naciones a fin de establecer las zonas de influencia— estabilizar las fronteras.
Se fomentó una política de tolerancia hacia los hombres venidos de otras culturas —los cristianos disfrutaban de una mayor libertad— y se mejoraron las relaciones diplomáticas con Grecia. Se impulsó una reforma constitucional con el fin de normalizar la situación de los esclavos que eran torturados o asesinados cuando cometían un delito contra el dominus.
Otra de las reformas adriánicas trastocó la naturaleza original del edicto pretorio. Este era un bando que el magistrado publicaba al inicio de su magistratura, a modo de programa en el que se recogían las situaciones e intereses a los que ofrecería protección jurídica, y que servía como mecanismo de renovación del antiguo ius civile. Técnicamente, puede decirse que la finalidad del edicto era la de ofrecer tutela judicial a aquellos situaciones que no estaban contempladas en el ius civile. El emperador confió a Salvio Juliano la elaboración de un edicto definitivo (130-134), que se aprobó mediante un senadoconsulto convirtiéndose en edictum perpetuum. En el ámbito jurídico se puso fin al sistema legal establecido por Augusto; de este modo se concedía a ciertos juristas el ius respondendi ex auctoritate principis, que permitió que el derecho fuera transformado merced a la labor de expertos legistas que él mismo había seleccionado. Desaparecieron los letrados libres, siendo sustituidos mediante el establecimiento de un sistema administrativo burocratizado en la que la independencia desapareció totalmente.
Estructuralmente, la administración imperial experimentó una transformación radical. Competentes funcionarios del ordo equester reemplazaron a los libertos de la era cesariana; estos hombres se colocaron al frente de los distintos ramos de la administración: las finanzas, la hacienda, los tribunales, etc.
Se delimitaron las competencias, así como los sueldos, y con ello la administración estatal se hizo más estable; ya no estaba sometida a los cambios relacionados con la sucesión imperial. Cuidadoso administrador, el emperador creía defender los intereses del estado mediante la creación del advocatus fisci, un letrado imperial responsable de defender ante los tribunales los intereses de tesoro (fisco). Cabe señalar que en los últimos años del Imperio el aerarium —finanzas estatales competencia de los senadores— y el fisco —finanzas estatales competencia del emperador— constituían una única y homogénea institución como consecuencia del éxito de la unificación de ambos órganos durante la etapa adriánica.

## Viajes

### Propósito
Valiéndose de la experiencia obtenida durante su carrera militar, el emperador realizó numerosos viajes a lo largo del Imperio en los que inspeccionó a las tropas acantonadas en las distintas provincias; de hecho, más de la mitad de su reinado trascurrió fuera de territorio italiano. Mientras otros emperadores se marcharon de la capital únicamente durante los conflictos militares, él convirtió sus traslados en un elemento clave de su reinado, y así se lo manifestó al Senado y a la ciudadanía romana. Obtuvo el apoyo de los senadores más conservadores merced a un noble leal entre la aristocracia romana, Quinto Marcio Turbón, un veterano militar con enorme influencia entre las clases altas. Asimismo, estas mismas fuentes afirman que se empleó a los frumentarii con el fin de mantener el control de la capital e impedir el estallido de disturbios mientras el emperador se encontraba en el extranjero.
Durante sus visitas escribía numerosas cartas al Senado en las que ordenaba la construcción de nuevos edificios oficiales; durante la era adriánica se modernizaron las instituciones mediante la remodelación de infraestructuras. A menudo este era el propósito de sus viajes: ordenar la construcción de nuevas estructuras, diseñar edificios, y edificar asentamientos; asimismo, su amor a la cultura helenística le impulsaba a embellecer sus ciudades. Su inmenso séquito lo constituían un enorme número de administradores, arquitectos y constructores, que causaban una subida de impuestos en sus dominios. Speller afirma que durante su visita a Egipto se requisaron víveres con el fin de alimentar a sus hombres; esto era una carga insoportable en un territorio con una agricultura de subsistencia, a causa de lo cual se extendió la hambruna y las condiciones de vida se volvieron terriblemente difíciles. Durante la Edad Media y el Renacimiento los monarcas eran recibidos con desesperación en sus ciudades o territorios, ya que su visita suponía una carga fiscal terrible que recaía exclusivamente entre los más necesitados.

### Britania
En 119, los britanos se levantaron contra el Imperio. Para acabar con los sediciosos, el emperador envió a Quinto Pompeyo Falcón a Britania; las monedas emitidas en estos años dan testimonio del enfrentamiento. En 122 se inició la construcción del muro de Adriano cuya intención ha sido objeto de un amplio e interesante revisionismo académico. En 1893 Haverfield escribió que el muro era una mera estructura defensiva; no obstante, Collingwood manifestó su desacuerdo con él (1922). Numerosos autores han considerado el muro como un elemento indicador del límite de la autoridad imperial romano, como un monumento a un emperador incapaz de alcanzar renombre militar a causa de la ausencia de conflictos militares importantes durante su reinado, como un medio de mantener activos a los soldados e impedir así la insurrección de una tropa ociosa, o, simplemente, como un medio de mantener estable la frontera britana evitando invasiones o movilizaciones de Caledonia. El emperador consideraba que las tribus que habitaban estos territorios rechazarían cualquier intento de romanizarlas, y era consciente de que su conquista sería demasiado costosa; a causa de todo ello, optó por ordenar la construcción de su muro. A diferencia del Limes Germanicus, construido en madera, la ausencia de este material en la isla llevó a que el muro se construyera en roca; no obstante, la sección occidental de la estructura, que iba de Carlisle al río Irthing, estaba construida con tepes a causa de la ausencia de rocas. Este asunto causó la reducción de la anchura del muro de doce a siete pies. Quizá es esta la construcción más importante de las edificadas durante su reinado; actualmente las ruinas del muro se extienden durante muchos kilómetros; en muchos sentidos, constituye la voluntad del emperador de estabilizar el Imperio en vez de librar conflictos y llevar a cabo nuevas conquistas.
Ordenó la construcción de un santuario a Britania en York. Ese mismo año se marchó de la isla con destino a Mauritania.

### Partia y Anatolia

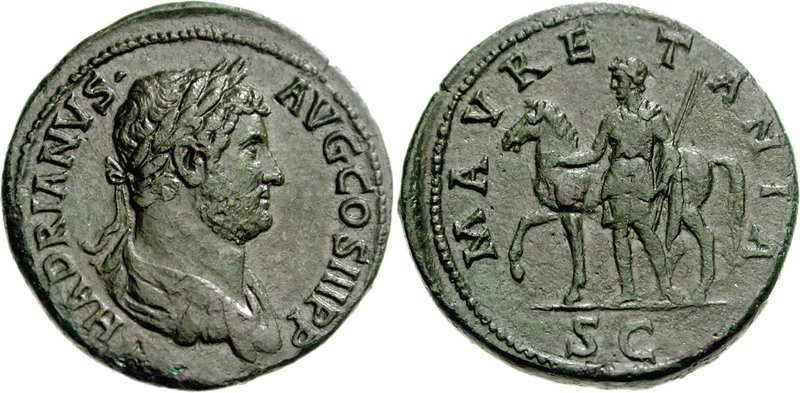
Sestercio emitido por Adriano en honor a su visita a las Mauretaniae.

En el año 123 se trasladó a Mauritania, donde lideró una campaña contra los rebeldes locales; no obstante, tuvo que marchar a Oriente tras recibir unos informes que afirmaban que el Imperio parto estaba reclutando numerosas tropas. Durante el trayecto visitó Cirene, donde cedió los fondos necesarios para el entrenamiento de nuevos soldados. Adriano ya había visitado esta ciudad en otra ocasión (119), cuando donó el dinero de la reconstrucción de los edificios destruidos durante la revuelta semita.

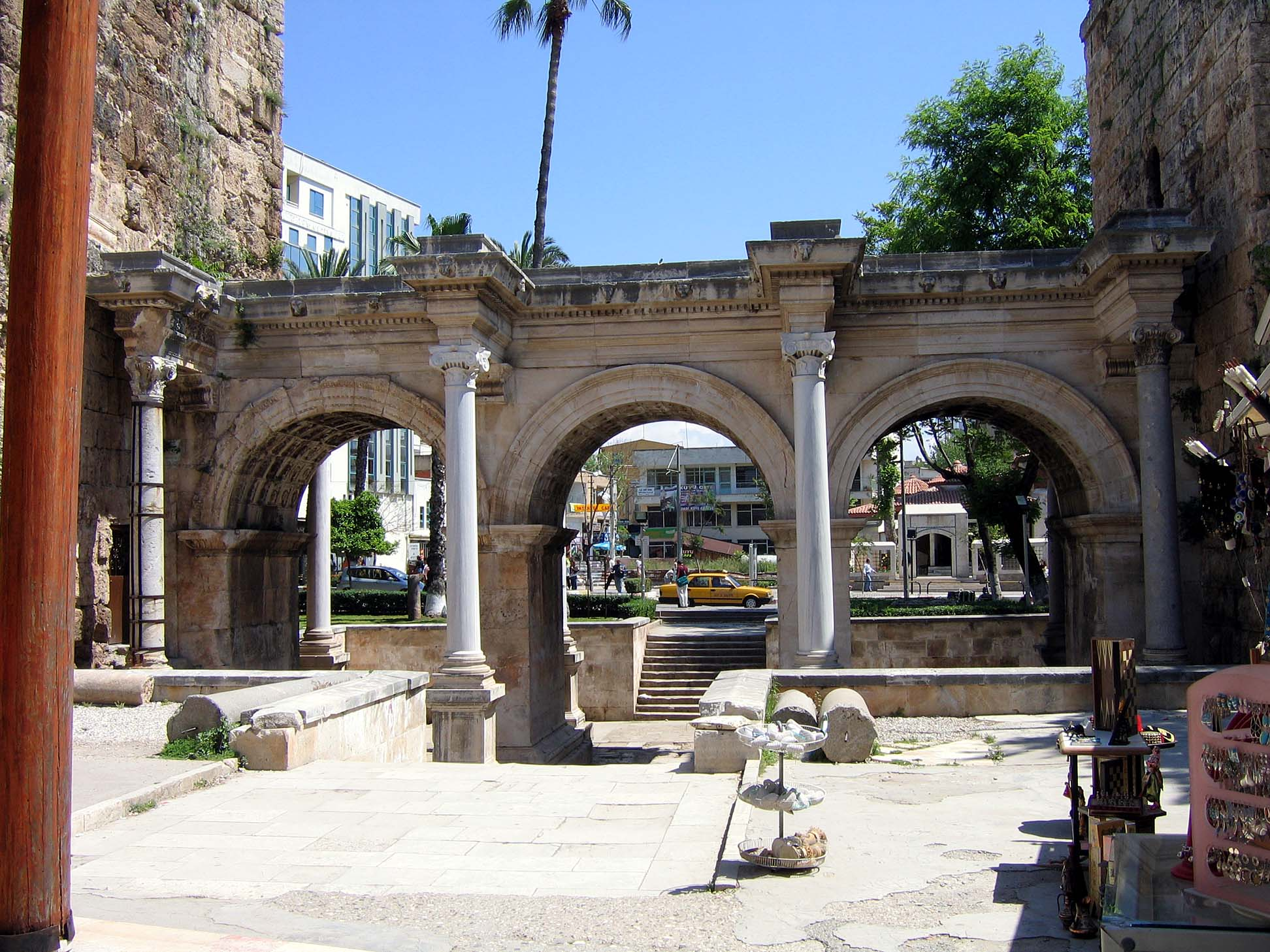
La Puerta de Adriano, en Antalya (Turquía) construida en honor de Adriano, que visitó la ciudad en 130.

Finalmente alcanzó la orilla del Éufrates, donde convino en un acuerdo con el monarca Osroes I. Tras inspeccionar el sistema defensivo del territorio marchó a través de la costa occidental del mar Negro, y, después, se trasladó a la capital de Bitinia, Nicomedia; ésta, otrora morada de monarcas, era una ciudad desoladora, víctima de la furia de un terremoto que la había devastado tiempo atrás. Dotó a la ciudad de tanto dinero con el fin de restaurarla que sus habitantes le consideraron el «reconstructor de Oriente». También visitó Bitinio-Claudiopolis, donde posiblemente conoció a su amante Antínoo; aunque no se conoce con certeza su edad, las estatuas construidas en su honor —en las que se muestra a un muchacho de veinte años— insinúan que tendría unos trece o catorce años. Lambert afirma que se envió a Antínoo a Roma a fin de que se educara y de que sirviera como cortesano.
Tras su encuentro con Antínoo marchó a través de Anatolia. Durante el camino se creó una ciudad en Misia —Hadrianuteras (Balikesir)— que conmemoraba la caza de una osa; no obstante, la construcción de la ciudad también era consecuencia de la necesidad de establecer un asentamiento en el territorio donde estaba localizada, una zona boscosa lista para el desarrollo. Los modernos historiadores no están de acuerdo en si el emperador supervisó la construcción hasta su término o si se marchó antes. Asimismo, Adriano ordenó la construcción de un templo dedicado a él y a Trajano en Asia Menor.

### Grecia

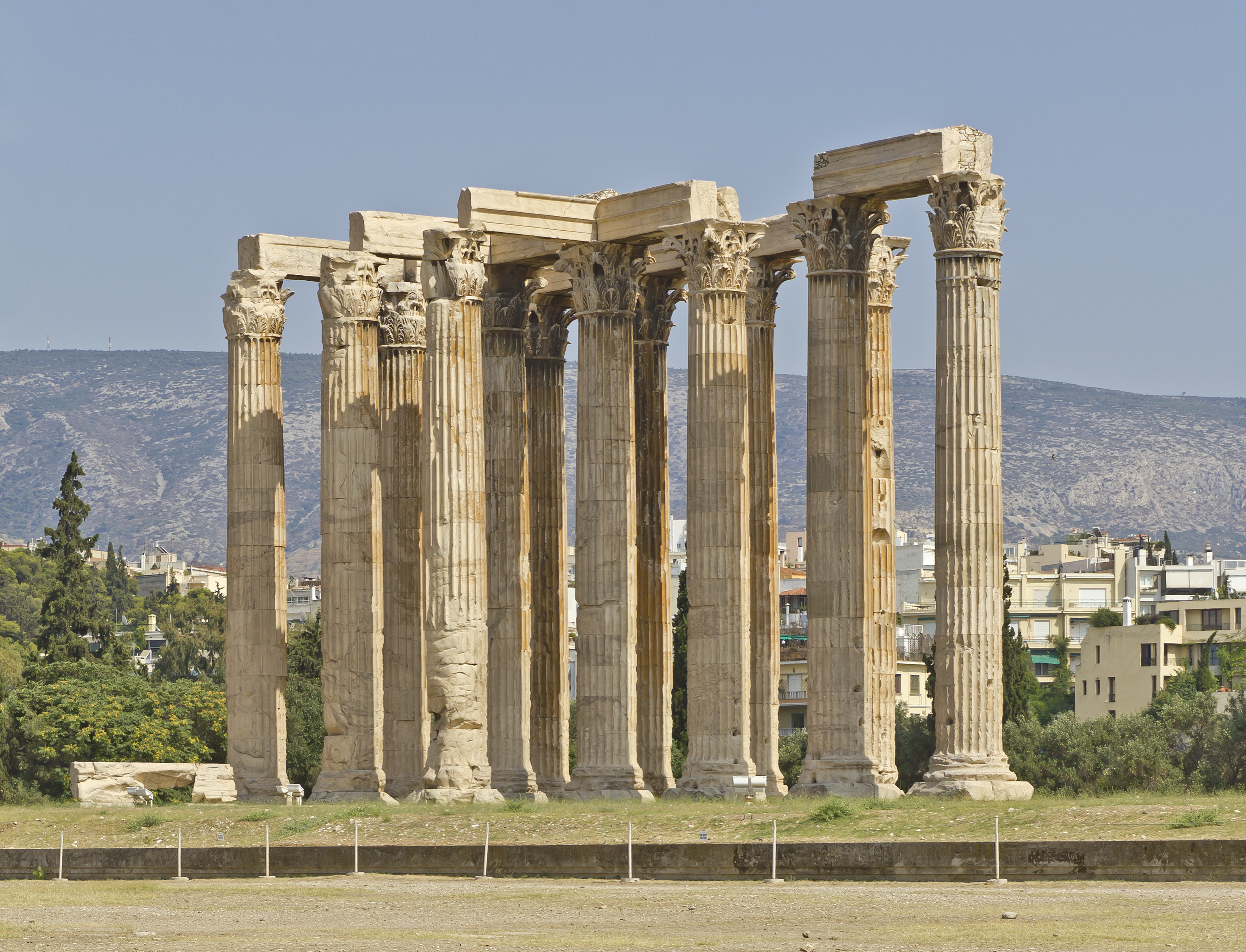
Templo de Zeus en Atenas.

En 124 se trasladó a Grecia, a tiempo de asistir a los misterios eleusinos. Aunque la tradición dictaba que los iniciados debían llevar armas en un momento de la ceremonia, se les impidió hacerlo con el objeto de no comprometer la vida del emperador. Durante su estancia, los atenienses le solicitaron que revisara su constitución (entre otras cosas demandaban una nueva tribu).
En otoño de ese mismo año recorrió el Peloponeso; su ruta ha sido reconstruida merced a las notas de Pausanias y de los numerosos templos y estatuas allí construidos. Cabe mencionar la estatua que erigieron los ciudadanos de Epidauro en honor a su «restaurador». Asimismo, el emperador cedió numerosos fondos a Mantinea; este hecho refuerza la teoría de que Antínoo era ya amante de Adriano, como consecuencia del vínculo existente entre la ciudad y la residencia de Antínoo en Bitinia.
En 125 alcanzó Atenas. Allí estuvo al frente del festival en honor a Dionisias e inició la construcción de numerosos edificios oficiales, entre ellos un acueducto, amén de terminar el Templo de Zeus Olímpico, iniciado años atrás.

### Retorno a Italia

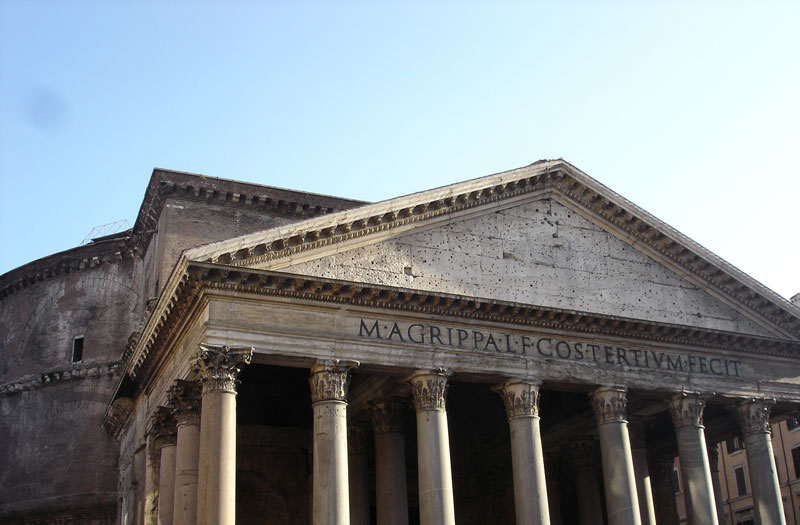
Adriano restauró el Panteón.

Cuando llegó a Italia se detuvo en Sicilia. Aunque se desconoce lo que hizo durante su estancia, los tallados de las monedas emitidas en estos años le honran como el «restaurador de la isla».
Una vez en Roma completó la restauración del Panteón y la construcción de su villa, la conocida como Villa Adriana, ubicada cerca de Tívoli. En marzo de 127 realizó una gira a través de Italia. Atravesó Cupra Marítima, donde restableció el culto a Cupra, diosa picentina de la tierra, y remodeló el sistema de desecación del lago Fucino. Asimismo, dividió Italia en cuatro territorios que serían administrados por legados consulares; esta impopular medida no sobrevivió más allá de su reinado.
Cayó enfermo en esta época; no obstante, su enfermedad, cuya naturaleza se desconoce, no le impidió visitar África (128). Su llegada estuvo acompañada de un augurio favorable. Allí inspeccionó y aleccionó a los soldados. Volvió a Italia en el verano de ese mismo año; tras una breve estancia, el emperador emprendió otro viaje que durará tres años.

### Grecia, Asia y Egipto
En 128 asistió nuevamente a los misterios eleusinos. Visitó Atenas y Esparta, las dos ciudades que se habían enfrentado por obtener el control de Grecia. Al parecer, el emperador se planteó resucitar la Liga Anfictiónica —que tendría su base en Delfos— no obstante, acabó desechando la idea. El Panhellenion iba a ser un consejo donde se reunirían los representantes de las ciudades griegas más importantes. Tras ordenar los asuntos del territorio se trasladó a Éfeso.

### Grecia, Judea e Iliria
Tras la construcción de Antinoópolis Adriano se trasladó a Roma o se quedó en Atenas (131-132) con el objeto de ir a Oriente Próximo, donde había estallado la Segunda guerra judeo-romana (132). Los estudios epigráficos realizados en la zona revelan que se situó al frente de las tropas que combatieron a los sediciosos. En 133 volvió a Roma —de nuevo de acuerdo con el testimonio que ofrece la epigrafía— a través de Iliria.

## Años finales

### Sucesión

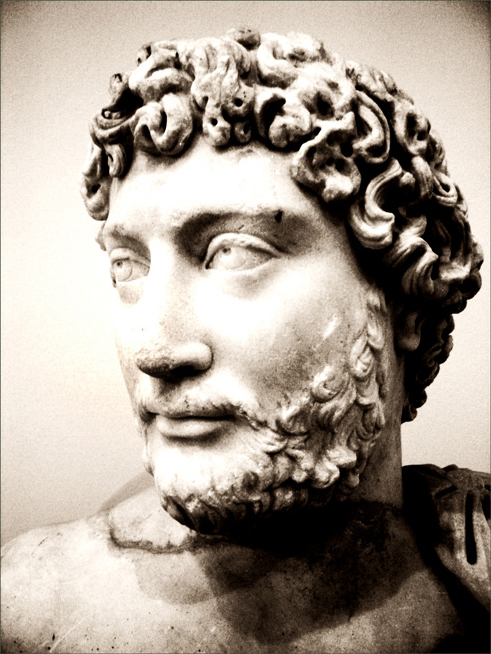
Busto de Adriano, Museo Arqueológico Nacional de Atenas (Grecia).

Los últimos años de su reinado transcurrieron en la capital; en 134 tomó un nuevo saludo imperial con motivo del término del conflicto en Judea, y en 136 ordenó la construcción del Templo de Venus y Roma en el emplazamiento de la Domus Aurea de Nerón.
Con el objeto de resolver la cuestión sucesoria adoptó a uno de los cónsules ordinarios del año 136, Lucio Ceyonio Cómodo, que tomó el nombre de Lucio Elio César. Se le concedió la tribunicia potestas, la administración de Panonia y un nuevo consulado en 137. No obstante, el que con toda certeza iba a ser emperador tras la muerte de Adriano falleció el 1 de enero de 138.
Tras la muerte de Elio César, Adriano adoptó a Tito Fulvio Boionio Arrio Aurelio Antonino, uno de los cuatro legatus consularis de Italia que había ostentado el proconsulado de Asia. El 25 de febrero de 138 se le concedió la tribunicia potestas y el imperium. Asimismo, una de las condiciones de la adopción de Antonino era que éste adoptara a Lucio Vero y a Marco Aurelio. Las intenciones de Adriano han sido intensamente debatidas; aunque se ha establecido que Annio Vero —el emperador Marco Aurelio— era el sucesor electo, otros escriben que el emperador trataba de favorecer a Ceyonio Cómodo —heredero de Elio César— aunque se vio obligado al mismo tiempo de mostrar favor hacia Annio Vero a causa de sus conexiones con los senadores narbonenses e hispanos, uno de los cuales era él mismo. Otros expertos afirman que fue Antonino Pío —tío de Annio Vero— el que le colocó en una situación favorable con respecto a Annio Vero; el que Annio Vero se divorciara de Ceyonia Fabia y se casara con Annia Faustina —heredera de Antonino Pío— apoya esta teoría. A su ascenso al trono el mismo Marco Aurelio quiso reinar con Lucio Vero.
Los autores clásicos describen los últimos años del reinado como «una época marcada por los conflictos y la infelicidad». El conflicto sucesorio se acentuó con la defección de dos importantes candidatos al trono: Lucio Julio Urso Serviano y Lucio Pedanio Fusco Salinator. Adriano ordenó el asesinato de estos dos hombres. Serviano dijo en el momento de su muerte: «Sabéis muy bien, dioses, que no soy culpable de nada malo. En cuanto a Adriano solamente pido esto: que ansíe la muerte y no pueda morir». El vaticinio se cumplió; Adriano sufrió hasta el final a causa de una dilatada enfermedad, y sus sirvientes le impidieron suicidarse en más de una ocasión.

### Fallecimiento
Adriano falleció el 10 de julio de 138 en su villa de Baiae; tenía 62 años. Se cree que una insuficiencia cardíaca causó la muerte del emperador. Dion Casio y la Historia Augusta dan testimonio de su mala salud, y un estudio de 1980 señaló que en las estatuas construidas a finales de su reinado se observan arrugas en el lóbulo, una característica asociada con la cardiopatía isquémica.
Primero le enterraron en Puteoli, cerca de su villa, en una residencia que había pertenecido a Cicerón. Poco después, se ordenó el traslado del cuerpo a Roma, donde le enterraron en los Jardines de Domicia, cerca de las obras de su mausoleo. Tras el término de la construcción, en 139, se incineraron sus restos y se trasladaron las cenizas al mausoleo, donde ya estaban las de Vibia Sabina y las de Lucio Elio César, al que el emperador había adoptado y que había muerto un año antes. Antonino Pío lo deificó ese mismo año y trasladó sus cenizas al templo del Campo de Marte.

#### Poema fúnebre
De acuerdo con la Historia Augusta el emperador escribió un poema en su lecho de muerte:

Animula, vagula, blandula
Hospes comesque corporis
Quae nunc abibis in loca
Pallidula, rigida, nudula,
Nec, ut soles, dabis iocos...
Pequeña alma, blanda, errante
Huésped y amiga del cuerpo
¿Dónde morarás ahora
Pálida, rígida, desnuda
Incapaz de jugar como antes...?
P. Aelius Hadrianus Imp.